# Guggi Löwinger
Guggi Löwinger, Margarethe Löwinger (Bécs, 1939. április 5. – Bécs, 2018. április 21.) osztrák énekesnő, színésznő.

## Élete
Paul Löwinger és Liesl Meinhard lányaként született a híres színészdinasztiába. Hat évesen már fellépett. Kilencéves korában kezdett el táncolni tanulni, 13 éves korában magán drámaórákon vett részt. Ennek ellenére úgy tervezte, hogy orvos lesz, de 1956-ban Bécsben Réthy Eszternél elkezdett énekelni tanulni és ez meghatározó lett életében.
A badeni Stadttheaterben debütált. Szerepelt a müncheni Staatstheater am Gärtnerplatz-ban illetve televíziós és filmes produkciókban is. 1957-ben Koblenzbe költözött. 1959-ben visszatért Ausztriába és haláláig a Volksoper állandó tagja volt. A legtöbb nyári osztrák fesztiválon részt vett, így gyakran szerepelt a fertőmeggyesi Burgenlandi Ünnepi Heteken is. Részt vett a Volksoper turnéin Japánban, az Egyesült Államokban és a Szovjetunióban.

## Magánélete
Első házasságából egy fia született. Második férje Peter Minich (1927–2013) operaénekes volt.

## Filmjei
- Der keusche Adam (1950)
- Wie schön, daß es dich gibt (1957)
- Lachendes Wien (1957)
- Der Page vom Palast-Hotel (1958)
- Lang, lang ist's her (1962, tv-film)
- Dicke Luft (1962)
- Tanze mit mir in den Morgen (1962)
- Unsere tollen Tanten in der Südsee (1964)
- Hilfe, meine Braut klaut (1964)
- Saison in Salzburg (1966, tv-film)
- Zur blauen Palette (1967, tv-film)
- Bombenwalzer (1968, tv-film)
- Wien nach Noten (1969, tv-film)
- Ein Walzertraum (1969, tv-film)
- Franz Lehar zum 100. Geburtstag (1970, tv-film)
- Heinz Conrads und seine Freunde... (1979, tv-sorozat, egy epizódban)
- Die liebe Familie (1988, tv-sorozat, egy epizódban)
- Anna (1988)

## Diszkográfia
- Kálmán: Die Csárdásfürstin (EMI)
- Kálmán: Gräfin Mariza (EMI)
- Kálmán: Die Zirkusprinzessin (Sony BMG)
- Stolz: Frühjahrsparade (Sony BMG)